# Carnaval de Londrina
O Carnaval de Londrina é um evento que acontece todos os anos em Londrina, no Paraná, e tem como ponto alto os desfiles de escola de samba.
Tendo como escola de samba mais forte a Gaviões Londrinenses, em 2011 os desfiles de tais agremiações não aconteceram. Além disso, houve a proibição judicial à venda de bebidas alcoólicas
Para 2012, os desfiles de escolas de samba voltaram a ocorrer, com a participação de quatro entidades: Gaviões Londrinenses, Explode Coração, Alegria da Passarela e Criando Ritmos e Realizando Fantasias

## Resultados
| Ano                                  | Escola campeã                        | Ref.         |
| ------------------------------------ | ------------------------------------ | ------------ |
| 2003                                 | Gaviões Londrinenses                 | [ 3 ]        |
| 2004                                 | Gaviões Londrinenses                 | [ 3 ]        |
| 2005                                 | Gaviões Londrinenses                 | [ 3 ]        |
| 2006                                 | Gaviões Londrinenses                 |              |
| 2007                                 | Gaviões Londrinenses                 |              |
| 2008                                 | Garotos Unidos                       | [ 4 ]        |
| 2009                                 | Garotos Unidos                       | [ 5 ]        |
| 2010                                 | Gaviões Londrinenses                 | [ 6 ]        |
| Não houve desfile, em 2011.          | Não houve desfile, em 2011.          | [ 1 ]        |
| 2012                                 | Explode Coração                      | [ 7 ]        |
| 2013                                 | Explode Coração                      | [ 8 ]        |
| Não houve desfile entre 2014 e 2016. | Não houve desfile entre 2014 e 2016. | [ 9 ] [ 10 ] |